# Gladstone (Míchigan)
Gladstone es una ciudad ubicada en el condado de Delta en el estado estadounidense de Míchigan. En el Censo de 2010 tenía una población de 4973 habitantes y una densidad poblacional de 242,22 personas por km².

## Geografía
Gladstone se encuentra ubicada en las coordenadas 45°51′1″N 87°1′35″O / 45.85028, -87.02639. Según la Oficina del Censo de los Estados Unidos, Gladstone tiene una superficie total de 20.53 km², de la cual 12.96 km² corresponden a tierra firme y (36.89%) 7.57 km² es agua.

## Demografía
Según el censo de 2010, había 4973 personas residiendo en Gladstone. La densidad de población era de 242,22 hab./km². De los 4973 habitantes, Gladstone estaba compuesto por el 95.4% blancos, el 0.22% eran afroamericanos, el 1.93% eran amerindios, el 0.32% eran asiáticos, el 0% eran isleños del Pacífico, el 0.28% eran de otras razas y el 1.85% pertenecían a dos o más razas. Del total de la población el 1.03% eran hispanos o latinos de cualquier raza.